# Familia de Tomás Cipriano de Mosquera

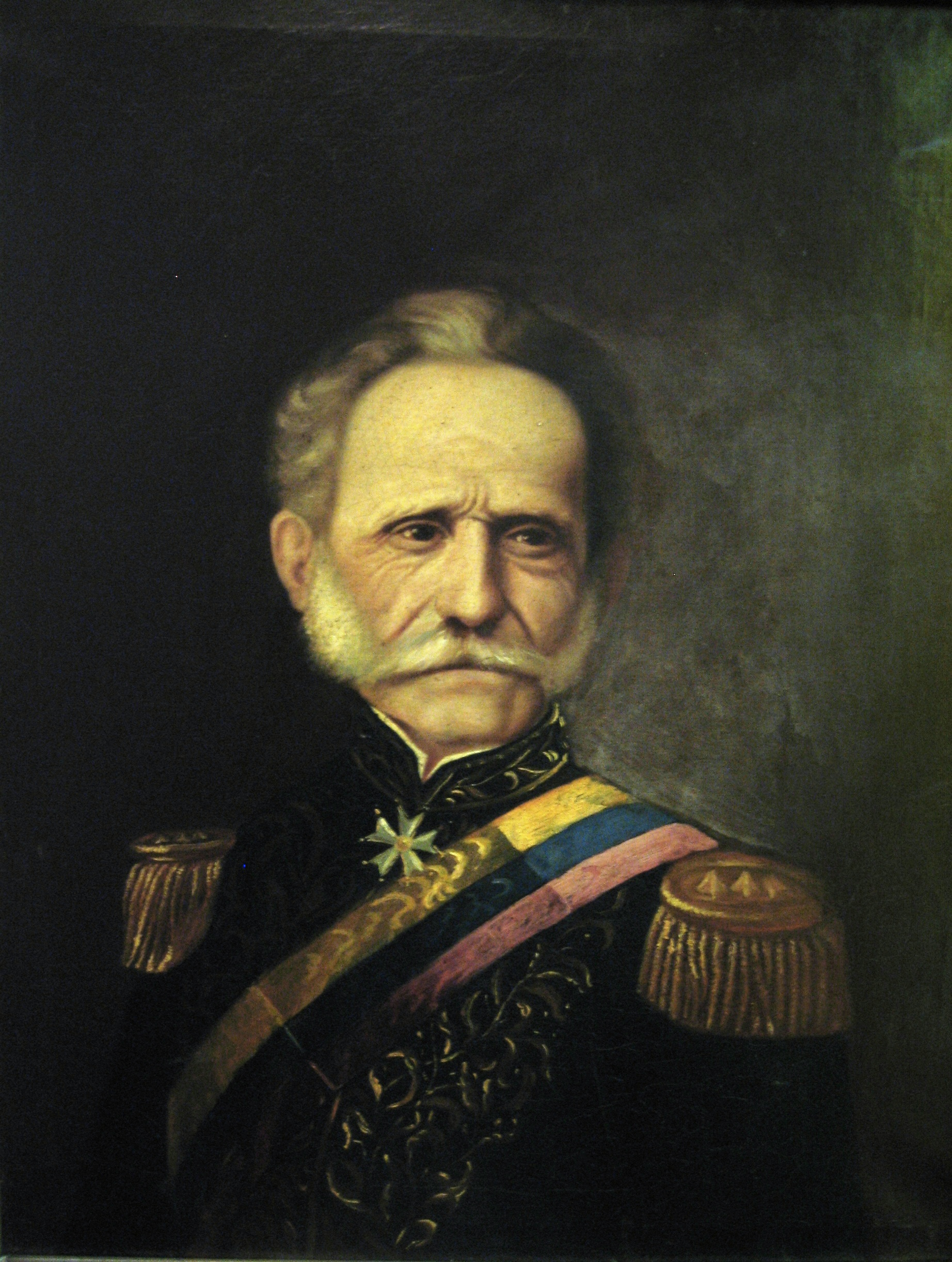
Retrato oficial de Mosquera como presidente de Colombia. Museo Nacional de Colombia.

Tomás Cipriano de Mosquera y Arboleda (Popayán, 26 de septiembre de 1798-Coconuco, 7 de octubre de 1878), apodado El Gran General; fue un militar, diplomático y estadista colombiano, Presidente de Colombia entre 1845 y 1849, entre 1861 y 1863, entre 1862 y 1864, y finalmente entre 1866 y 1867, era miembro de una de las familia más ricas y poderosas de la joven nación de Colombia, ya que los Mosquera eran los dueños de las minas de oro del actual departamento de Cauca.
Su familia llegó a ser llamada la 'Familia Real de Colombia' durante la Época de los Caudillos (1830-1875). Además, Mosquera estaba enlazado a otras poderosas familias como los Arroyo, los Arboleda, los Pombo, y los Vergara (todos por los lazos de sangre de sus padres). Tuvo 8 hijos llamados: Aníbal Mosquera y Arboleda, Amalia Mosquera y Arboleda, legitimos de su primer matrimonio. José Bolívar Mosquera y Arboleda, legitimo de su segundo matrimonio y varios ilegítimos o bastardos en diversas mujeres: Clelia Mosquera luque, Teudulia Mosquera luque, Tomás Mosquera Cervantes, Isabel Mosquera y María Engracia Mosquera Luque.

## Genealogía

### Ancestros
El origen de los Mosquera como familia española es aún desconocido, y muchos genealogistas lo confundieron con el conquistador de la Florida, Cristóbal de Mosquera, extremeño que estuvo en las conquistas de Florida, Pánuco y Perú, sin ser esto cierto.Tomás descendía por línea directa del encomendero Cristóbal de Mosquera Figueroa, de quien conservó su apellido. Cristóbal llegó desde Perú con el capitán don Francisco Mosquera Figueroa, su pariente, cuando aún era un niño pequeño. 

Por línea materna Tomás descendía de Jacinto de Arboleda y Ortiz, hidalgo español, natural de Granada, Andalucía, quien fue alcalde ordinario, miembro de la justicia mayor en Anserma, Arma y Toro, y pacificador de los chocoes. Sobre su ascendencia noble, Mosquera manifestó en su testamento lo siguiente:

« Yo, Tomás Cipriano Ignacio María de Mosquera-Figueroa y Arboleda-Salazar, Prieto de Tobar, Vergara, Silva, Hurtado de Mendoza, Urrutia y Guzmán, declaro: que nací el 26 de septiembre de mil setecientos noventa y ocho, día jueves, primer día de menguante, a las ocho de la noche en la casa de mis padres, situada en Popayán en la calle de la Pamba... 

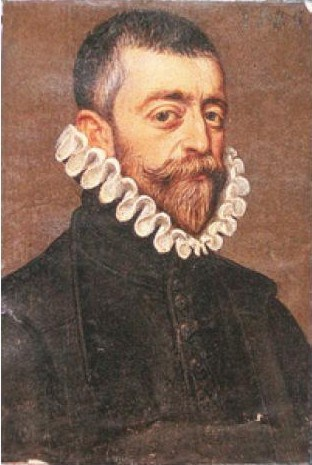
Cristóbal de Mosquera Figueroa

Fueron mis padres el Doctor Don José María de Mosquera-Figueroa y Doña María Manuela Arboleda-Salazar. Mis abuelos paternos Don José Patricio de Mosquera-Figueroa y Doña María Teresa Arboleda-Salazar, y los maternos Don Francisco Antonio Arboleda-Salazar y Doña Juana Francisca Arrachea. 

Por la línea de mi padre desciendo del príncipe Dorico de Moscovia y de los Duques de Feria y de Alba, y por tanto de varios soberanos, y por la de mi madre de los mismos y de los Hurtado de Mendoza, Grandes de España, lo cual consta en los documentos que dejo a mis hijos y con una carta de la Emperatriz Eugenia, como muestra relacionada, por ser ella y nosotros descendientes de Guzmán el Bueno... »

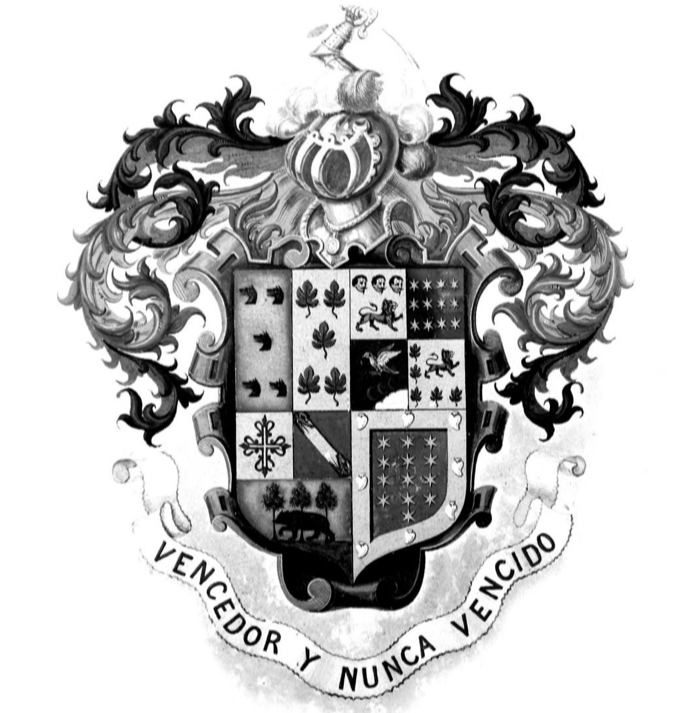
Escudo de armas de su familia.

Lo anterior ha sido debatido y desmentido por genealogistas, ya que el título de Duques de Feria se otorgó con posterioridad a la llegada de los Mosquera a América, pero si estaban emparentados con los Feria a través de un hermano del I Conde de Feria (D. Pedro Suárez de Figueroa), de quien descendía el capitán Francisco Mosquera Figueroa, conquistador extremeño, Gobernador de Popayán (Interino). 
Mosquera Figueroa era pariente de Cristóbal Mosquera, el antecesor directo por varonía de los Mosquera payaneses. En cuanto a los Alba, aún no se encuentra en archivos la relación, y solo se establece en algunas pruebas de ingreso a Carlos III su mención.

### Padres y hermanos
Tomás era hijo del hacendado José María de Mosquera y Arboleda, y de su esposa, María Manuela de Arboleda y Arrechea.  Los Mosquera Arboleda también fueron padres de varios hijos: María Josefa, Joaquín, María Petronila, María Dolores, Pedro Domingo (fallecido meses después de su nacimiento), María Manuela, María Francisca, y los gemelos Manuel María y Manuel José Mosquera Arboleda. 

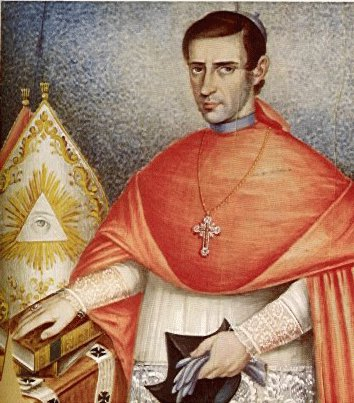
Su hermano menor, el obispo Manuel José Mosquera.

El hermano mayor de Tomás Cipriano era Joaquín, quien fue uno de los precursores de la Independencia colombiana, siendo el segundo sucesor de Simón Bolívar en la presidencia de Colombia. Joaquín estaba casado con su prima María Josefa Mosquera.

María Dolores se unió en matrimonio con el político Nicolás Hurtado y Arboleda, quien luego de quedar viudo de María Mosquera, se casó con Gertrudis Peña, con quien engendró al político Simón Hurtado Peña, abuelo de María Hurtado Cajiao y bisabuelo por tanto del político conservador Álvaro Gómez Hurtado; y por haber enviudado una segunda vez contrajo nupcias con María Hurtado, con quien fue padre del expresidente Ezequiel Hurtado Hurtado.

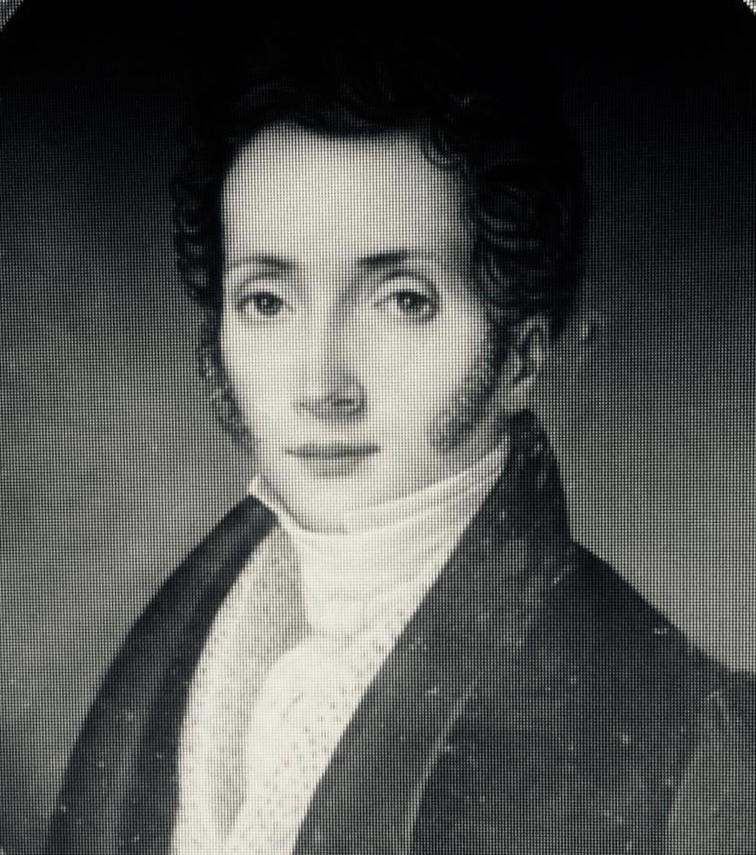
Antonio de Arboleda, su tío materno.

María Manuela se casó con su primo Vicente Arboleda y Valencia, hijo de su tío, el prócer y abolicionista Antonio de Arboleda y Arrechea (hermano de la madre de los Mosquera), quien fue amigo muy cercano del sabio Francisco José de Caldas y a quien patrocinó en sus viajes y mediciones del volcán Puracé y varios descubrimientos científicos. Antonio era a su vez esposo de una de las nietas del banquero Pedro Agustín de Valencia.
Sus hermanos menores, los gemelos Manuel María y Manuel José también fueron ciudadanos ilustres: Manuel José fue sacerdote y llegó a ser Arzobispo de Bogotá, durante el primer gobierno de Tomás Cipriano, y Manuel María, rector de la Universidad del Cauca y diplomático. 
Manuel María se casó con María Josefa Pombo O'Donell, hermana del diplomático Lino de Pombo, tía del poeta Rafael Pombo Rebolledo, hija del político Manuel de Pombo; y casado con la hermana del noble hispano-irlandés Enrique José O'Donnell, sobrino a su vez del noble José O'Donnell, y primo del noble español Leopoldo O'Donnell.

### Líneas colaterales

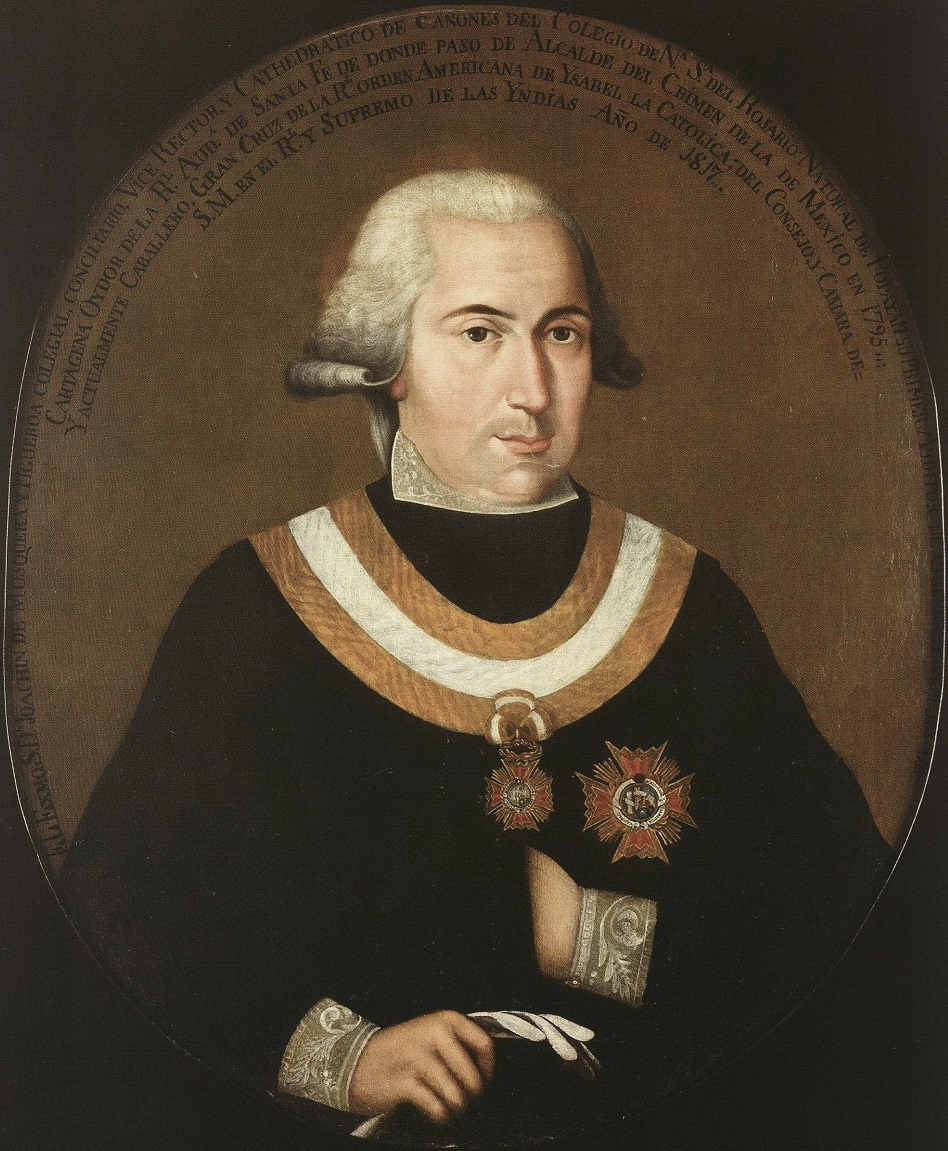
Joaquín de Mosquera y Figueroa, su tío paterno.

Su tío paterno, Joaquín de Mosquera-Figueroa y Arboleda Vergara, llegó a ser Regente del Reino de España durante el encarcelamiento del rey Fernando VII a manos del militar francés Napoleón, y firmante de la constitución de 1812 llamada "La Pepa". Mosquera no dejó descendencia, ya que sus tres hijas abrazaron la vida religiosa en México, extinguiendo su linaje familiar.
Su tío abuelo era Francisco de Arboleda y Vergara, alcalde, regidor perpetuo y procurador general de Popayán, quien era padre del ilustre criollo y prócer de la independencia Antonio de Arboleda y Arrachea y descendiente de la antigua familia Vergara, familia colonial de la aristocracia bogotana.
María era a su vez tía de José Rafael Arboleda, por tanto primo de Tomás Cipriano, y quien fue padre de los hermanos Julio y Sergio Arboleda Pombo. Julio fue presidente de Colombia apenas por 1 mes (1861), y Sergio fue un destacado político, educador y militar. Los hermanos eran también descendientes de la prestigiosa familia Pombo. Julio se casó con una sobrina de la esposa de Joaquín Mosquera, y por tanto cuñada de Tomás Cipriano, Sofía Mosquera y Hurtado, con quien tuvo a Cecilia Arboleda Mosquera, futura primera dama de Colombia por su matrimonio con el que fue presidente, Jorge Holguín Mallarino, y a Sofía Arboleda Mosquera, esposa del sabio Alberto Urdaneta.

### Matrimonios
Tomás Cipriano de Mosquera se casó dos veces, en consonancia con las normas endogámicas que caracterizaron a las élites de la época, y en ambas ocasiones lo hizo con su parentela materna. Además estuvo involucrado en varias relaciones con otras mujeres, siendo padre de varios hijos.
Su primera esposa fue su prima Mariana Arboleda y Arroyo, quien era sobrina de su madre. Con Mariana contrajo matrimonio a la temprana edad de 22 años, el 3 de febrero de 1820. Del matrimonio descienden sus dos primeros hijosː Aníbal y Amelia Mosquera Arboleda. Pese a que de su prima logró tener dos hijos, el nacimiento de ellos fue tardío en comparación con los estándares de la época, ya que sus hijos fueron concebidos varios años después del matrimonio.

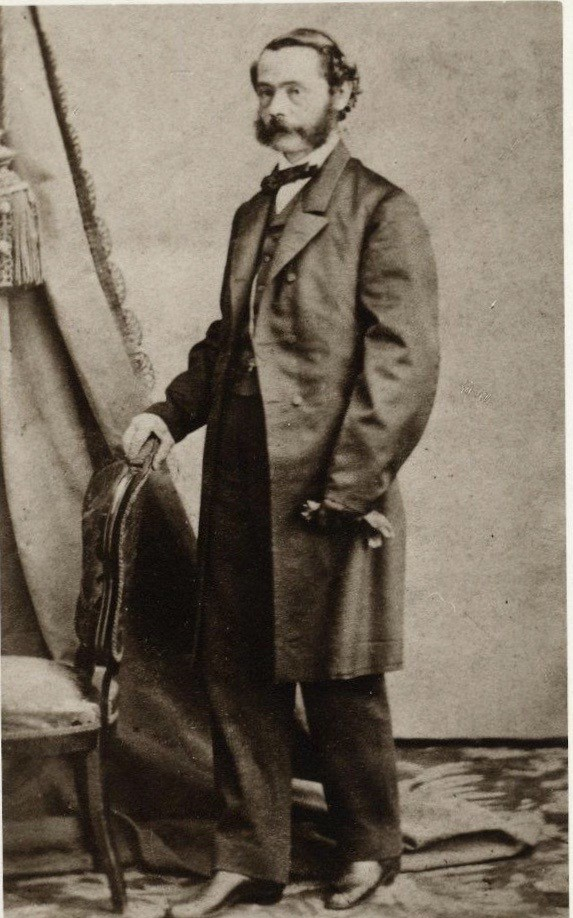
Su primo segundo-cuñado, Simón Arboleda.

De acuerdo con historiadores, Mariana tuvo problemas para engendrar de Tomás Cipriano, primero porque el militar se había unido a la causa independista de Bolívar con apenas un mes de casado, dejando largas temporadas sola a Mariana; y segundo, porque Mosquera contrajo una enfermedad venérea que transmitió a su esposa, quedando ella imposibilitada de procrear con facilidad. Mariana murió en Medellín, el 27 de octubre de 1869, en casa de su hija Amalia Mosquera, cuando su marido se encontraba exiliado en Lima a causa de su derrocamiento en 1867.
Viudo, Mosquera contrajo segundas nupcias el 15 de julio de 1872, en el oratorio privado de su hacienda 'La Pamba' en Popayán, con su prima segunda María Ignacia Arboleda Arboleda, sobrina de su primera esposa, y hermana del político Simón Arboleda Arboleda (su primo segundo), quien fuera su ministro de Gobierno en 1863, y el cual le salvó la vida en diversas oportunidades. Su prima apenas tenía 27 años y el contaba con 71 años, estando a dos meses de cumplir 72. Pese al matrimonio tan desigual, Mosquera engendró hijos de su segunda mujer.

### Romances

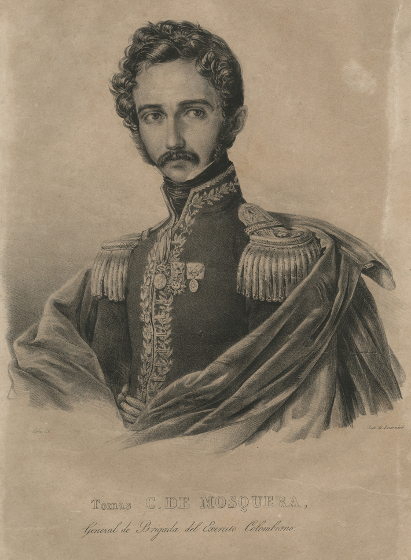
Mosquera en 1845, con 44 años.

Se mencionan como amantes suyas a la mulata colonbiana Susana Llamas, y a las italianas Gentilina Baudini y Amalia Tadele Di Errighi, de quienes no tuvo hijos, y la colombiana Paula Luque, de quien fue padre de tres mujeres.

#### Con Susana Llamas
A Susana, Mosquera la conoció en Cartagena y comenzó una aventura con ella, cuando aún estaba casado con su prima Mariana Arboleda. A propósito, Mariana le reclamaba sus amoríos a través de correspondencia, siendo incluso Susana objeto de cotilleos dentro del primer gobierno de Mosquera, pues cuando éste era presidente llevó a su amante a su residencia oficial, con el pretexto de que era su ama de llaves y durante la ausencia de su esposa, que se encontraba en Estados Unidos.
El romance obligó a Mosquera a dejar temporalmente el poder, en 1847, ya que su comportamiento era socialmente mal visto, no tanto por su amorío, sino por la dignidad de su cargo y del Palacio presidencial. Mosquera y su supuesta ama de llaves se trasladaron a Barranquilla, donde Mosquera quiso acallar los rumores de su infidelidad, encargándose de los asuntos empresariales de su familia, cuando entregó el poder a su yerno en 1849. Pese a ello, Susana fue enviada por el general a Bogotá, para evitar suspicacias de la sociedad de la época y porque la consideraba como un revés para su vertiginoso ascenso político, aunque no dejó de visitarla allí.
Su amor por Susana incluso lo llevó a un proceso judicial judicial por calumnia contra sus los que lo acusaban por infidelidad. Sin embargo, pese a su romance intenso, Mosquera despreció a Susana cuando ella, de 42 años y viviendo en Guayaquil, intento reavivar el affair por medio de misivas que le enviaba al militar, que se encontraba exiliado en Lima desde 1868.

#### Con Paula Luque
Sobre su relación sentimental con Paula Luque, queda claro que se trató de una relación probablemente conocida por su legítima esposa Mariana Arboleda, en la cual el general manifiesta que esta situación fue por encontrarse "enferma" su esposa (como el caso bíblico de Abraham, su esposa Sara y su criada Agar). Por ese motivo las tres hijas que tuvo el general con Paula Luque serían reconocidas desde su nacimiento, además de confirmadas posteriormente en su testamento en el cual les otorgó los mismos derechos que a sus otros hijos matrimoniales. El testimonio histórico dice:

« En el mes de abril de 1864 otorgué escritura de conocimiento de hijo adoptivo al Teniente Coronel Jeremías Cárdenas, porque me salvó de los asesinos que me atacaron y como tal lo he reconocido y tratado. 
Mi hijo Aníbal adoptó como hermano a Jeremías y Amalia por una simple aceptación. Mi mujer no quiso adoptarlo y faltó esta formalidad. 

Espero que mis hijos le den la parte correspondiente a su legítima, tanto más cuanto su mujer es hija mía (refiriéndose a Clelia Mosquera Luque hija de Paula Luque) que la tuve cuando no podía hacer vida con Mariana por su enfermedad y lo previnieron así los médicos. »

### Descendencia
Su descendencia es una de las más complejas y numerosas de la historia de Colombia, ya que muchos de sus descendientes siguen teniendo recordación e influencia política en el país. Además de esto se debe recordar que sus líneas sanguíneas se dividen entre sus dos matrimonios y sus tres romances extramatrimoniales, con lo cual tenemos un árbol genealógico amplio y complejo.

#### Primer matrimonio (Los Mosquera Arboleda)

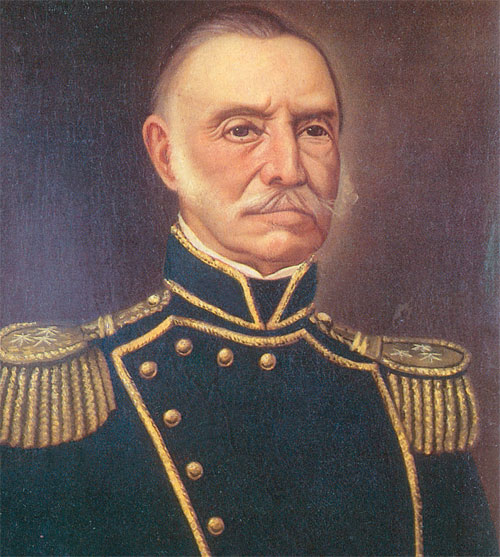
Su yerno y predecesor en la presidencia, Gral. Pedro Alcántara Herrán.

Los hijos que Tomás Cipriano tuvo con su primera esposa fueron Aníbal y Amalia Mosquera Arboleda. Aníbal, nació en 1823 y fue diplomático y político; por su parte Amalia, nacida en 1825, al igual que su madre fue primera dama de Colombia, por su matrimonio con el militar Pedro Alcántara Herrán (yerno de Mosquera), quien fue presidente de Colombia de 1841 a 1845, quien también era primo del expresidente Francisco Javier Zaldúa. Como detalle curioso, Amalia nació con la ayuda de la partera negra Ygnacia, la esclava del general, y con quien Mosquera había tenido un intenso romance en su juventud y de quien tenía un hijo ilegítimo.
Aníbal Mosquera contrajo matrimonio con la noble Isabel Leonora Francisca de Paula de los Dolores de Epalza y Herrera, Marquesa de Torrehoyos. Isabel había estado casada con el empresario y político chileno Pedro Demetrio O'Higgins Puga, quien a su vez era hijo de Bernardo O'Higgins y Rosario Puga. Éstos Puga son los mismos de quien descidente Bertha Puga Martínez, chilena casada con Alberto Lleras Camargo. Isabel también estuvo casada con José María Eduardo de Mier Rovira, cuyo padre Joaquín era dueño de la hacienda donde falleció Simón Bolívar en Santa Marta, en diciembre de 1830. Isabel tuvo un hijo extramatrimonial con su cuñado Manuel Julián, llamado José María Leyva Epalza.

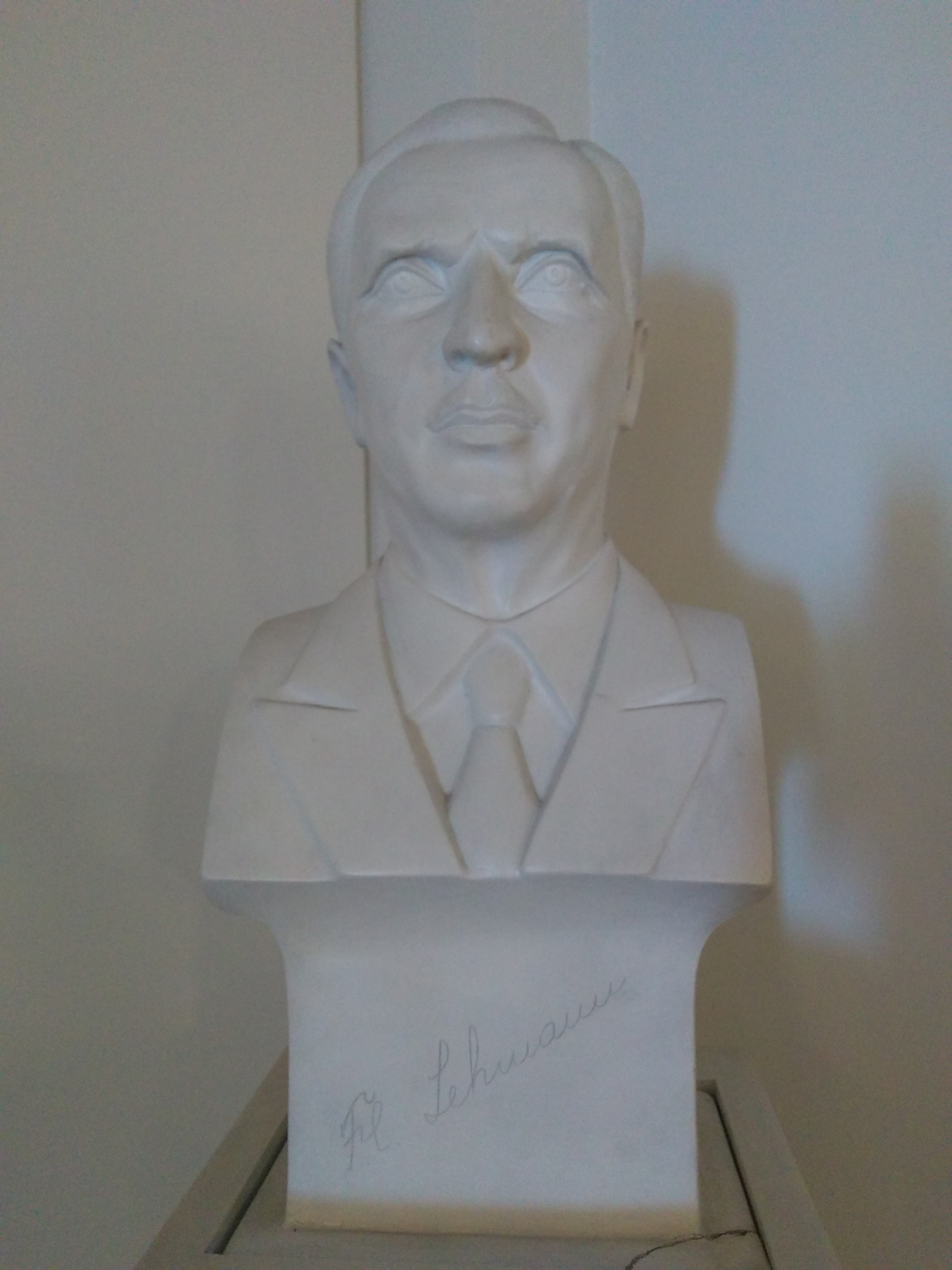
Federico Lehmann Valencia, tataranieto suyo por su hijo Aníbal.

De su hijo mayor, Aníbal Mosquera, desciende el científico colombiano Federico Lehmann Valencia, quien era hijo del científico Friedrich Lehmann Goldschmidt, y nieto del naturalista prusiano Frederich Lehmann Goldchmidt. Para mayor exactitud, Aníbal era su bisabuelo, ya que su hija María Josefa Mosquera Epalza era abuela de Federico.

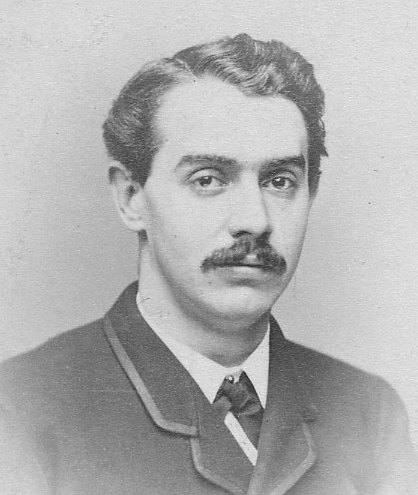
Tomás Herrán, uno de sus nietos por medio de su hija Amalia.

De su primera hija, Amalia Mosquera y su yerno Pedro Alcántara Herrán era hijo el diplomático Tomás Herrán Mosquera; de Amalia Herrán Mosquera, hermana de Tomás, era bisnieto el escritor Cipriano Rodríguez Santamaría, y los empresarios de la familia Restrepo Nicanor Restrepo, su hijo Nicanor Restrepo Santamaría, y su hermano, Carlos Eugenio Restrepo, quien llegó a ser presidente de Colombia entre 1910 y 1914, todos ellos descendientes a su vez del científico José Félix de Restrepo. 
También es tataranieto suyo el político Mauricio Cárdenas Santamaría, quien es tatataranieto de Amalia. Así mismo, un yerno de Amalia Mosquera, Joaquín Santamaría, era primo del hacendado José María Barrientos, padre del expresidente Marco Fidel Suárez.

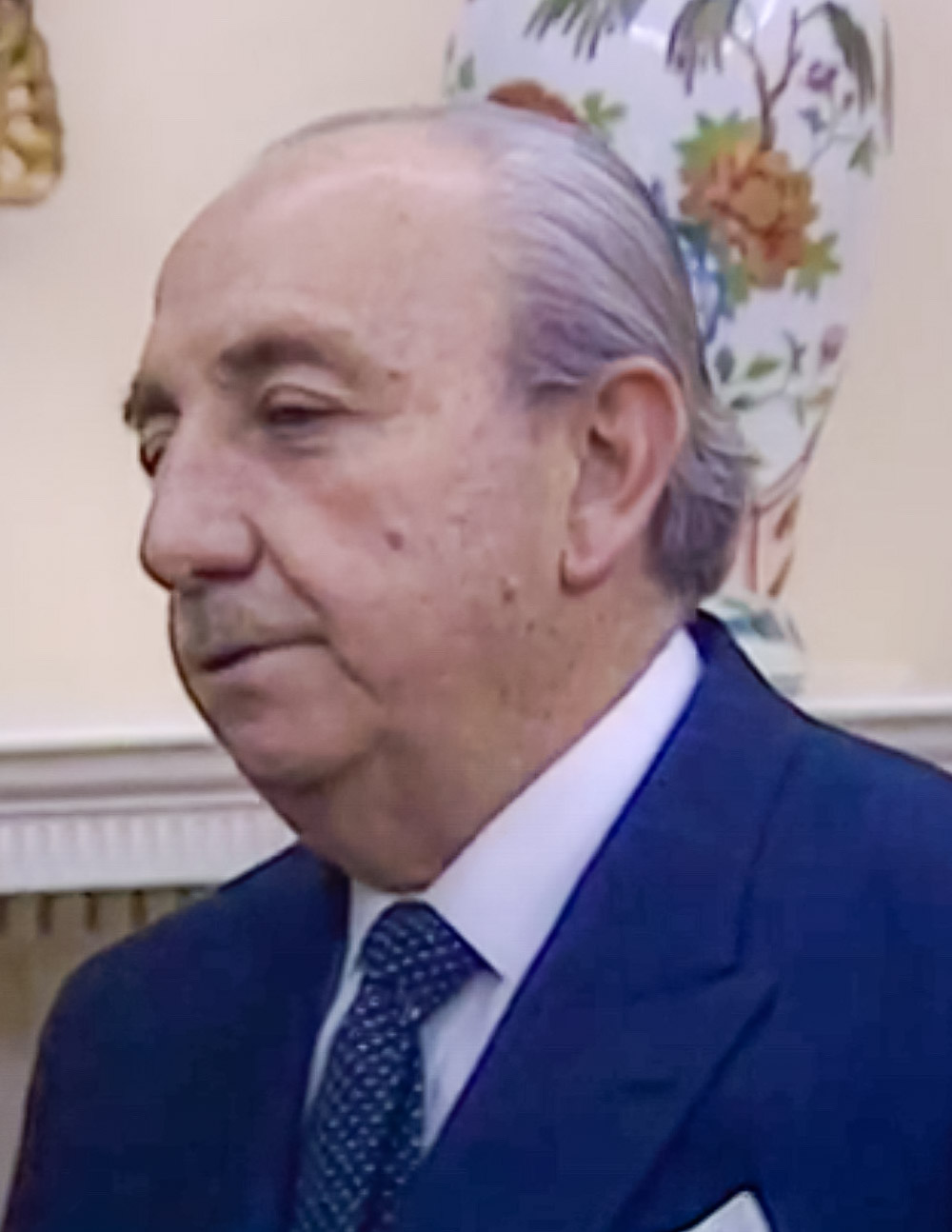
Víctor Mosquera Chaux, uno de sus descendientes más lustres.

No es claro en que grado, pero se suele afirmar con frecuencia que el político Víctor Mosquera Chaux era descendiente de Aníbal Mosquera (dato no confirmado a la fecha). Lo que si es seguro es que Víctor si era descendiente de Tomás Cipriano.Mosquera Chaux es el enlace común entre los miembros de la familia contemporáneos y los ancestros de la época republicana, por lo que suele ser citado como uno de los patricios más importantes de la familia Mosquera en la actualidad. Sus sobrinos suyos los políticos Juan José Chaux Mosquera, Guillermo González Mosquera (yerno del general Gerardo Ayerbe Chaux, quien a su vez era primo de Víctor) y César Negret Mosquera. 
Otros parientes suyos sin especificar grado de parentesco es el escritor José María Cordovez Moure, y el escritor Saturnino Vergara Moure, ambos relacionados con los Arboleda Pombo, y los Vergara-Azcárate, que, recordemos, son las familias de las que desciende Mosquera. En algunas obras se cita a Mosquera como tío abuelo lejano de Vergara Moure.

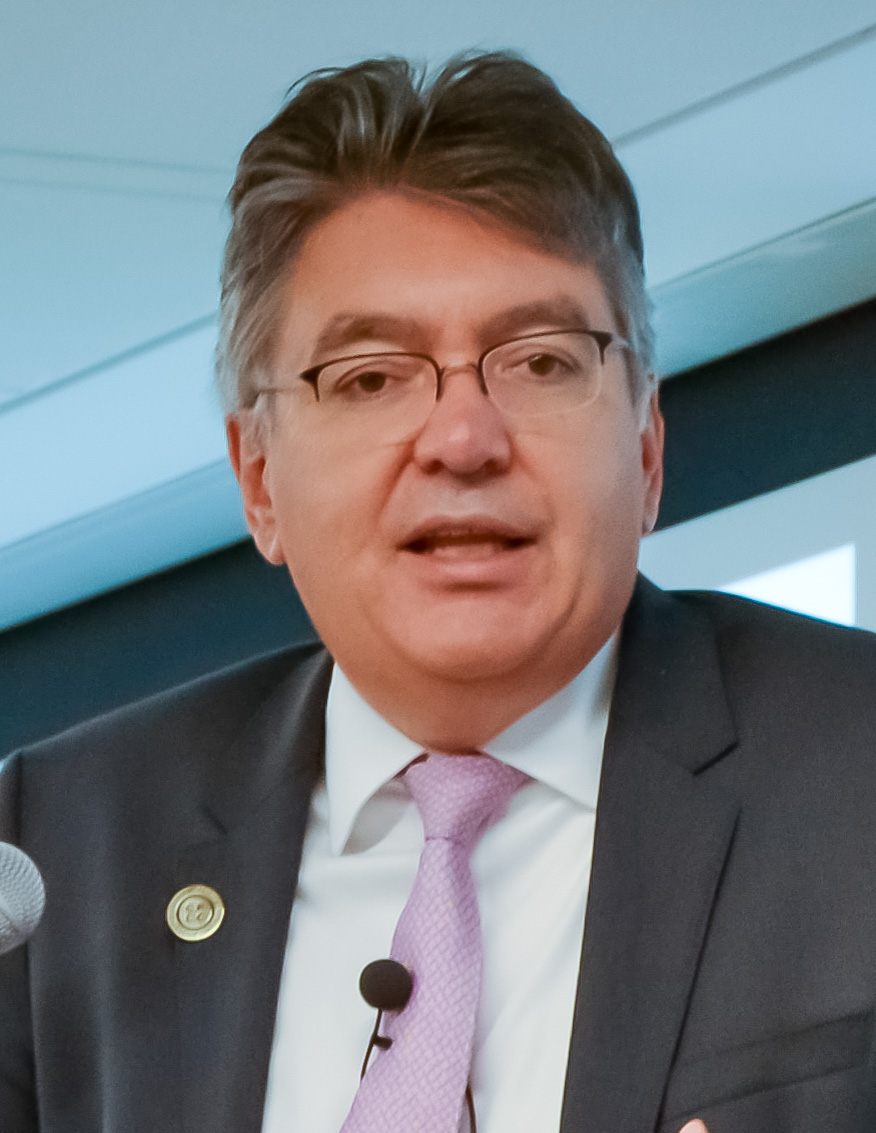
Mauricio Cárdenas, uno de sus trastataranietos por línea de su hija Amalia.

#### Segundo matrimonio (Los Mosquera Arboleda II)
Por su parte, con su segunda esposa, su joven prima María Ignacia Arboleda, Tomás Cipriano de Mosquera tuvo a su tercero hijo varón José Bolívar Carlo Dorico Mosquera Arboleda, quien nació en junio de 1878, 4 meses antes del fallecimiento de su padre, que murió con 80 años en octubre. 
José Bolívar se casó con su prima Josefina Caicedo Arroyo. Descendientes de José Dorico Mosquera fueron Manuelita, Ignacita, Adelaida, Mario Tomás, César y Carlos Bolívar Mosquera Caicedo.

#### Los Mosquera Luque
Como ya se dijo anteriormente, además de sus tres hijos matrimoniales Tomás Cipriano de Mosquera dejó cinco hijos extramatrimoniales reconocidos, tres de ellos con Paula Luque. Dos de las hijas de Tomás Cipriano de Mosquera y Paula Luque fueron Clelia y Teodulia Mosquera Luque. 
Clelia Mosquera se casó con el militar Jeremías Cárdenas Silva, y fueron padres de 11 hijos, entre ellos Elvira Cárdenas Mosquera, quien por su matrimonio con el político José Vicente Concha llegó a ser primera dama de Colombia entre 1914 y 1918, quienes a su vez fueron padres del sacerdote Luis Concha Córdoba; Silvio Cárdenas, yerno del político caucano José María Quijano Wallis; Ema, casada con uno de los hijos del expresidente Julián Trujillo Largacha (a quien adoptó Tomás Cipriano de Mosquera como su sucesor político); y el abogado Jeremías. Son tataranietos suyos los pintores Santiago y Juan Cárdenas, hijos del artista Jorge Cárdenas Nannetti, quien era nieto de Clelia y Jeremías.
Teodulia Mosquera Luque, que se casó con el empresario Bernardo de La Espriella Navarro, uno de los fundadores del Departamento de Nariño en 1904, banquero, socio mayoritario del Banco del Sur, político y parlamentario por Nariño en el gobierno del militar Rafael Reyes.
Los de La Espriella fueron padres de 13 hijos, entre ellos, Carlos, cuñado de Adelaida Buchelli Valencia, prima del poeta Guillermo Valencia Castillo, y esposa del expresidente Diego Angulo Lemos; Isabel, cuyo suegro era tío del político Pablo Borrero Ayerbe, y quien era cuñada del político Julián Bucheli Ayerbe; el sacerdote Bernardo de La Espriella Mosquera, mártir de la Compañía de Jesús que murió en 1944 durante la ocupación japonesa de la isla de Yap, en Micronesia, y quien actualmente está en proceso de beatificación. También destacaron sus hermanos Eduardo, sacerdote jesuita, y Ricardo, sacerdote filipense.

##### Los Mosquera Cervantes
Por otro lado, con Candelaria Cervantes, Mosquera fue padre del militar Tomás Mosquera Cervantes, quien murió peleando por su padre en la guerra civil de 1860 a 1862, muriendo sin descendencia. Otra de las hijas de Mosquera falleció durante la revolución de 1860, Isabel Mosquera Luque, quien en la época era una niña. Ésta rama de la familia se extinguió porque ninguno de sus miembros dejó descendencia.

##### Los Mosquera Elorza
Con María Elorza, fue padre de María Engracia Mosquera Elorza, quien se casó con el ingeniero inglés Thomas Davies, residenciado en Popayán y administrador de una de las minas de oro del General Mosquera, su suegro. De se hija segunda hija, María Engracia Mosquera, nació Emma Davies Mosquera, quien se casó con el empresario italiano Ernesto Cerruti Castelli. 
Una de las nietas de Mosquera producto de este matrimonio fue Italia Cerruti Davies, quien se casó con Carlos Eder Benjamin, hijo del abogado y empresario James Martin Eder, fundador del La Manuelita, ingenio azucarero con sede en Cali amigo del general Rafael Reyes; y tío bisabuelo del político Alejandro Eder Garcés.